# 해리엇 레인

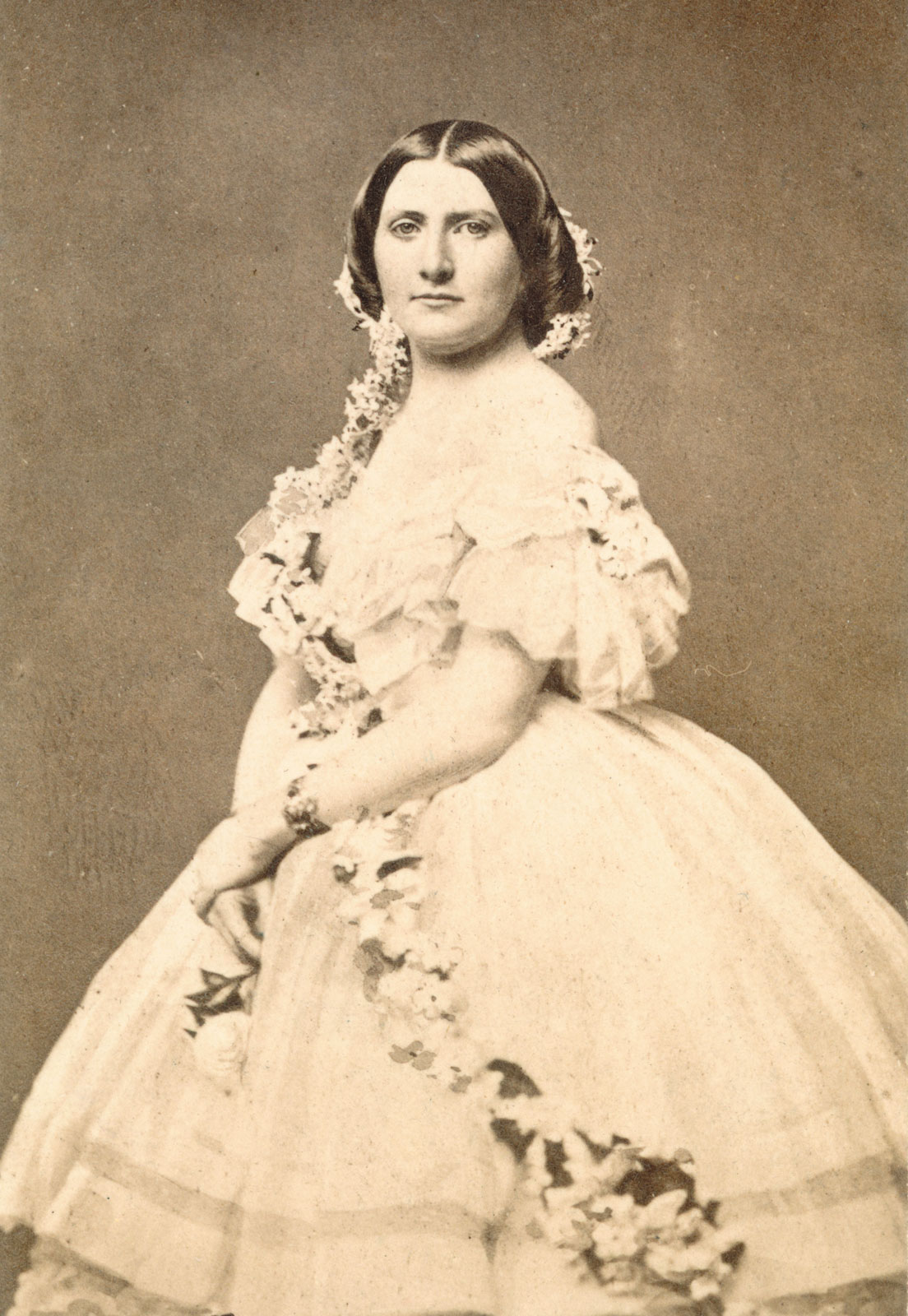
1860년 경 모습

해리엇 레인(Harriet Lane, 본명: 해리엇 레베카 레인 존스턴, Harriet Rebecca Lane Johnston, 1830년 5월 9일 – 1903년 7월 3일)은 1857년부터 1861년까지 그녀의 삼촌이자 종신 총각 대통령이었던 제임스 뷰캐넌의 행정부에서 미국의 영부인으로 활동했다. 현대의 영부인들은 눈에 띄게 매력적이고 외교적인 여주인으로, 드레스 스타일을 모방하고 합당한 대의를 장려했다. 유언장에서 그녀는 워싱턴 국립 대성당 부지에 새 학교를 짓기 위한 기금을 남겼다. 아직도 운용 중인 커터(소형 쾌속정) USCGC 해리엇 레인을 포함하여 여러 선박이 그녀를 기리기 위해 명명되었다.